# SERPINA2
SERPINA2 (англ. Putative alpha-1-antitrypsin-related protein) – білок, який кодується однойменним геном, розташованим у людей на короткому плечі 14-ї хромосоми. Довжина поліпептидного ланцюга білка становить 420 амінокислот, а молекулярна маса — 47 891.
| 10         |  | 20         |  | 30         |  | 40         |  | 50         |
| ---------- |  | ---------- |  | ---------- |  | ---------- |  | ---------- |
| MPFSVSWGVL |  | LLAGLCCLVP |  | SSLVEDPQGD |  | AAQKTDTSHH |  | DQGDWEDLAC |
| QKISYNVTDL |  | AFDLYKSWLI |  | YHNQHVLVTP |  | TSVAMAFRML |  | SLGTKADTRT |
| EILEGLNVNL |  | TETPEAKIHE |  | CFQQVLQALS |  | RPDTRLQLTT |  | GSSLFVNKSM |
| KLVDTFLEDT |  | KKLYHSEASS |  | INFRDTEEAK |  | EQINNYVEKR |  | TGRKVVDLVK |
| HLKKDTSLAL |  | VDYISFHGKW |  | KDKFKAERIM |  | VEGFHVDDKT |  | IIRVPMINHL |
| GRFDIHRDRE |  | LSSWVLAQHY |  | VGNATAFFIL |  | PDPKKMWQLE |  | EKLTYSHLEN |
| IQRAFDIRSI |  | NLHFPKLSIS |  | GTYKLKRVPR |  | NLGITKIFSN |  | EADLSGVSQE |
| APLKLSKAVH |  | VAVLTIDEKG |  | TEATGAPHLE |  | EKAWSKYQTV |  | MFNRPFLVII |
| KEYITNFPLF |  | IGKVVNPTQK |  |            |  |            |  |            |

A: Аланін

C: Цистеїн

D: Аспарагінова кислота

E: Глутамінова кислота

F: Фенілаланін

G: Гліцин

H: Гістидин

I: Ізолейцин

K: Лізин

L: Лейцин

M: Метіонін

N: Аспарагін

P: Пролін

Q: Глутамін

R: Аргінін

S: Серин

T: Треонін

V: Валін

W: Триптофан

Кодований геном білок за функціями належить до інгібіторів протеаз, інгібіторів серинових протеаз. 
Локалізований у ендоплазматичному ретикулумі.